# Corinto (Chinandega)
Corinto est une municipalité du département de Chinandega, au Nicaragua. Elle s'étend sur 70,67 km2 et comporte 16 624 habitants (recensement de 2005).

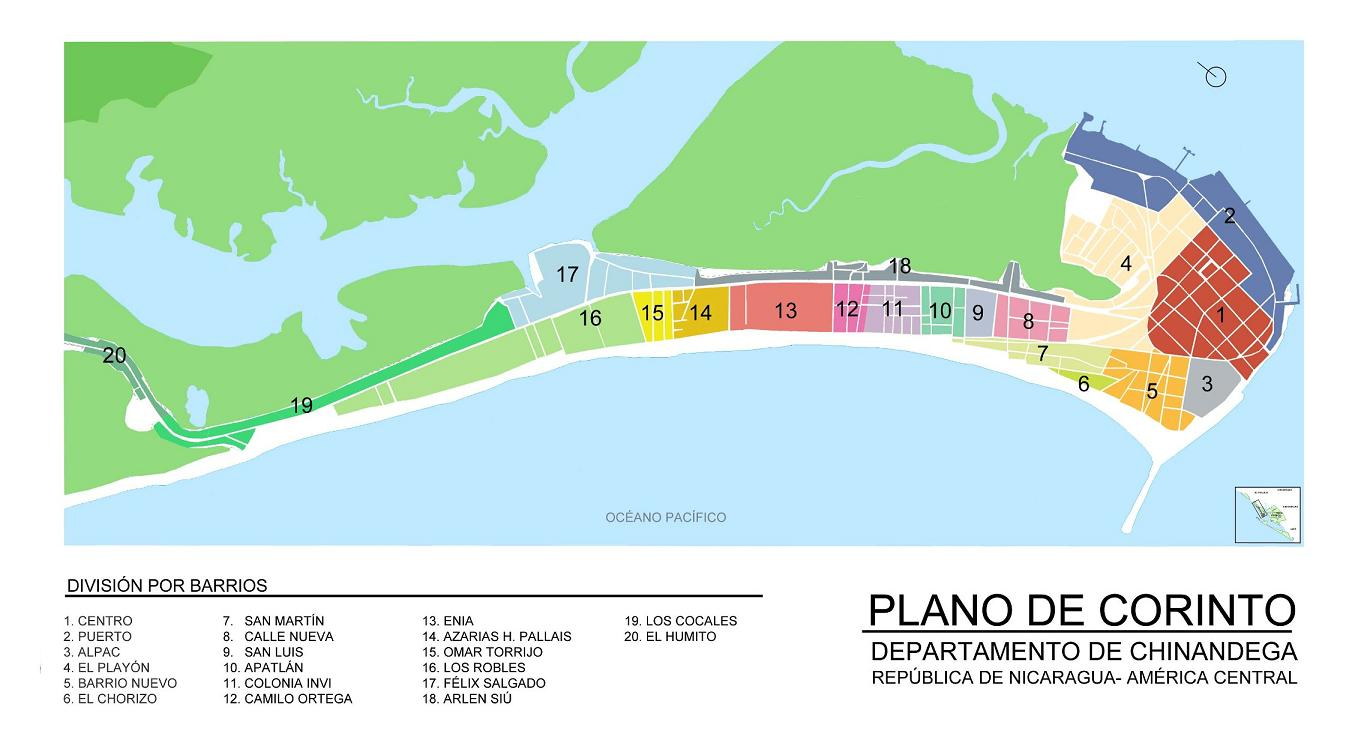

Elle a été fondée récemment en 1858 pour remplacer le port de El Realejo. C'est devenu le port de commerce le plus important du Nicaragua. Son nom a été donné en référence au port grec de Corinthe. Il s'agit en fait d'une île côtière reliée au continent par un pont routier.
Corinto a été le théâtre de deux sommets réunissant les présidents des États d'Amérique centrale. Le premier en 1902, dénommé Pacte de Corinto ou traité de paix et d'arbitrage a été signé entre le Nicaragua, le Costa Rica, le Honduras et le Salvador. Le second en 1904 a été conclu entre le Nicaragua, le Honduras et le Salvador, auxquels se joignit le Guatémala. Ces efforts de paix n'empêchèrent pas le déclenchement de la guerre entre le Honduras, le Salvador et le Guatemale (1906-1907).
La beauté des plages a donné le nom de Costa Azul à cette partie des côtes du Pacifique.